# Могилянский, Николай Михайлович
Николай Михайлович Могилянский (18 (30) декабря 1871, Чернигов или Городец, Черниговская губерния — 1 февраля 1933, Прага) —  украинский этнограф, антрополог, государственный деятель и дипломат, журналист.

## Биография

### Ранние годы
Родился 18 декабря 1871 года[по какому календарю?] в семье юриста, кандидата прав, члена Черниговского окружного суда Михаила Яковлевича Могилянского (?—1894). Мать, Мария Николаевна Максимович (? — 14.7.1918), впоследствии работала секретарём в петербургском издательстве Пирожкова. В семье помимо Николая, было ещё два брата (Михаил и Пётр) и сестра.
В 1889 году он окончил Черниговскую классическую гимназию. Поступил на естественное отделение физико-математического факультета Петербургского университета, которое окончил в 1893 году.
После этого учился в Петербургской военно-медицинской академии и слушал лекции в Берлинском университете, параллельно работая земским статистиком. В 1895 году выехал за границу, жил в Берлине, Женеве и Париже, до 1897 года учился в парижской Школе антропологии.

### Профессиональная деятельность
С 1898 г. работал в Музее антропологии Академии наук, затем с 1901 г. — в Русском музее в должности хранителя (1902) и заведующего (1910) этнографического отдела. В 1902—1907 гг. неоднократно участвовал в этнографических экспедициях. В ходе своей деятельности собрал более 3000 экспонатов, касающихся культуры и быта восточных славян.
В 1898—1910 гг. — преподаватель географии в Учительском институте и Первом кадетском корпусе, одновременно с 1907 г. — профессор педагогических курсов при Военно-педагогическом музее и кафедры географии и этнографии Высших женских курсов М. Лохвицкой-Скалон. В 1907—1908 гг. изучал музейное дело в скандинавских странах. Действительный членом Русского географического общества.
В качестве журналиста в 1900—1902 гг. заведовал научным отделом журнала «Мир Божий», печатался в «Библиотеке для самообразования», «Журнале для всех».
Что касается научных взглядов Могилянского, то он полагал, что объектом изучения этнографии должны быть концепты «народ» и «этническая группа» в виде «этнического индивидуума» с набором присущих исключительно им качеств. Считал изучение этноса, а не вопросов его культуры, главной базой этнографии.

### Политическая деятельность
В отличие от своего младшего брата Михаила, убеждённого марксиста, участвовавшего в своё время в Союзе борьбы за освобождение рабочего класса, Могилянский стоял на кадетской платформе. Участвовал в 8-м съезде партии в мае 1917 г. как делегат от Украины, отстаивая идею её автономии в составе России, при этом осуждая украинский сепаратизм.
14 января 1918 г. выехал из Петрограда и 17 января прибыл в Киев, где в мае-сентябре 1918 г. занимал должность заместителя государственного секретаря Украинской державы. В этой должности участвовал в мирных переговорах с австро-венгерским командованием в Одессе и представителями РСФСР (в качестве главы юридической комиссии делегации), окончившихся подписанием прелиминарного мирного соглашения с Москвой 12 июня 1918 г.
В сентябре 1918 г. назначен гетманом Скоропадским послом Украины во Франции, однако Могилянский прибыл в Париж уже после падения гетманата и передал полномочия Григорию Сидоренко. Участвовал в работе украинской делегации на Парижской мирной конференции.
В мае—июне 1920 г. находился в Константинополе, в сентябре 1920 г. в Крыму участвовал в совещании по украинскому вопросу с представителями правительства генерала Врангеля.

### Эмиграция
Окончательно перебравшись в Париж, Могилянский организовал там немногочисленный Украинский национальный комитет, выпускал журнал «Молодая Украина» (La jeune Ukraine, вышло 5 номеров). Участвовал в работе Парижской кадетской группы и Русской академической группы.
В 1921—1923 гг. преподавал в Сорбонне, лицее Генриха IV и лицее Жансон-де-Сайи.
В 1923 г. переехал в Чехословакию, читал лекции в Русском педагогическом институте Яна Коменского, Русском народном университете и Русском институте сельскохозяйственной кооперации. Член Русской академической группы и Педагогического бюро в Праге. Печатался в эмигрантских («Последние новости», «Руль», «Общее дело») и местных (например, в масариковской Prager Presse) органах.

## Публикации
- Габриэль де-Мортилье и доисторическая археология // Мир божий, № 12, отд. 2. (1898). — С. 39-55.
- Этнография и её задачи (по поводу одной кн.): Реф., чит. в Антропол. о-ве при С.-Петерб. ун-те в начале 1902 г., вскоре после выхода в свет книги Н. Н. Харузина «Этнография». Вып. 1. — СПб.: тип. А. Г. Розена, [1909].
- Поездка в центральную Россию для собирания этнографических коллекций // Материалы по этнографии России. Под ред. Ф. К. Волкова. Т. 1. — СПб., 1910.
- Федор Михайлович Плюшкин // Живая старина. Вып. II (1911).
- Этнографический Отдел Русского Музея Императора Александра III // Живая Старина. Вып. III—IV (1911). — С. 473—498.
- Музей украинских древностей В. В. Тарновского Черниговского Губернского Земства // Живая Старина. Вып. III—IV (1914). — С. 395—408.
- (в соавторстве) Материалы по этнографии России: с портр. Д. А. Клеменца. — Пг.: [т-во Р. Голике и А. Вильборг], 1914.
- Рец. на: Lehrbuch der Anthropologie... von Rudolf Martin. Jena: Fischer, 1914. (Докл., чит. в Р. антропол. общ. 11 апр. 1915 г.) — Пг.: типо-лит. «К. Биркенфельд», 1915.
- Предмет и задачи этнографии [Докл., чит. в заседании Отд-ния этнографии И. Р. Г. о-ва 4 марта 1916 г.] — Пг.: тип. В. Д. Смирнова, 1916.
- Областной или местный музей, как тип культурного учреждения [Докл., чит. в заседании Отд-ния этнографии Р[ус.] г[еогр.] о-ва 24 марта 1917 г.] — Пг.: тип. С. В. Смирнова, 1917.
- Страничка из истории русской этнографии. — Пг., 1917.
- La question de l’Ukraine. Paris: Freres, 1920.
- Украина и украинцы (1921).
- Основы антропологии (1921).
- Из недавнего прошлого. Свидание и разговор с великим князем Михаилом Александровичем// Русская мысль. 1922. №6-7. С.264-267.
- Slovanský národopis a všeslovanské museum. [S.l.], [s.a.]
- Новое в русской этнографической литературе // CR 3. Конгресс славянских географов. — Белград, 1933. — С. 283—286.
- Трагедия Украины // Архив русской революции. Т. 11. — М.: Терра; Политиздат, 1991. — C. 74-105. — ISBN 5-250-01774-6